# Microracconto
La flash fiction o microracconto (o anche micronarrazione; meno bene microstoria) è uno stile letterario narrativo di estrema brevità. Non esiste una definizione ampiamente accettata della lunghezza della categoria. Alcuni impongono un limite massimo di 300 parole, mentre altri comprendono nella flash fiction anche storie lunghe 1 000 parole.
In Spagna e in America, ci sono i riferimenti classici di questo genere: Juan José Arreola, Augusto Monterroso, Ramón Gómez de la Serna, Santiago Eximeno, José Luis Zárate e altri che ora scrivono microrrelatos con grande nitidezza.
In letteratura francese, gli autori di micronouvelles sono Jacques Fuentealba, Vincent Bastin, Laurent Berthiaume, Stéphane Bataillon e Cornéliu Tocan. Sono fortemente influenzate da microficción spagnola.
In tedesco, le Kürzestgeschichten sono influenzate da Bertolt Brecht e Franz Kafka. Gli autori principali sono Peter Bichsel, Heimito von Doderer, Helmut Heißenbüttel e Günter Kunert.